# Vossenstaart
Vossenstaart (Alopecurus) is een geslacht uit de grassenfamilie (Poaceae). Het geslacht komt voor in de gematigde streken van het noordelijk halfrond.
Sommige soorten, zoals duist, worden als onkruid beschouwd. Decoratieve soorten worden gebruikt in boeketten van droogbloemen.
In Nederland komen vijf soorten voor:
- duist (Alopecurus myosuroides)
- geknikte vossenstaart (Alopecurus geniculatus)
- grote vossenstaart (Alopecurus pratensis)
- knolvossenstaart (Alopecurus bulbosus)
- rosse vossenstaart (Alopecurus aequalis)

In België komt daar onder meer de blaasvossenstaart (Alopecurus rendlei) bij.